# Église Notre-Dame de Bordeaux
Pour les articles homonymes, voir Église Notre-Dame.
L’église Notre-Dame (autrefois Saint-Dominique) est une église construite dans un style baroque à la fin du XVIIe siècle dans la ville de Bordeaux, située place du Chapelet dans la rue Mably, en retrait et à proximité du Grand Théâtre.
L’église est classée monument historique le 18 mai 1908, ainsi que le buffet de son orgue depuis le 12 janvier 1971.
De 1971 à 1981, l’église a été fermée à la suite de l’effondrement d'une partie des voûtes.
Elle a été entièrement rénovée en 1982 par le service des Monuments Historiques, découvrant la pierre blonde d'origine.
Elle possède une acoustique remarquable d’où le nombre élevé de concerts organisés dans cet endroit.
L’Église Notre-Dame est desservie par la ligne B du tramway de Bordeaux : Station Grand Théâtre

## Contexte historique et construction
Sous le règne de Louis XIV, Bordeaux connaît une période troublée. En 1675 une révolte éclate et le roi décide d’agrandir la forteresse du château Trompette (situé alors à l’actuelle place des Quinconces) et d’en dégager les abords: le couvent des Dominicains et son église (érigés au XIIIe siècle dans le faubourg Saint-Germain, actuelles allées de Tourny) sont donc rasés en 1678 pour faire place au glacis du château.
La communauté des Dominicains prospère et décide de reconstruire un grand couvent, avec deux cloîtres (le seul restant est l'actuelle Cour Mably). Une église spacieuse y sera adjointe, Saint-Dominique (devenue Notre-Dame en 1802 après le Concordat).
L’église a été conçue par les architectes Pierre Duplessy-Michel (architecte du roi et grand urbaniste de Bordeaux, également maître d’œuvre de la forteresse toute proche) (architecte principal, remplacé à sa mort en 1693 par le père Jean Fontaine) et Mathieu Labat. Elle est inspirée de l’église du Gesù à Rome.
L’église fut bâtie à partir de 1684 sur un terrain que les Jacobins venaient d’acquérir.
En raison de la proximité d’un autre couvent, celui des Récollets, les Dominicains s’engagent à ouvrir l’édifice à l’est, à l’inverse de l’orientation habituelle des églises. La construction fut terminée en 1707, date inscrite sur la clef de voûte de la chapelle.
À l'automne 1793, pendant la politique de déchristianisation, l’église Notre-Dame sera transformée en Temple de la Raison, puis dédiée au culte de l’Être suprême instauré par Robespierre.

## Façade
La façade de l’église, baroque, de style jésuite, sculptée par Pierre Berquin et ses fils Pierre et Jean, représente notamment la Vierge donnant le Rosaire à Saint Dominique; cette remise de chapelet a donné son nom à la place qui jouxte l’édifice.
L’avant-corps de deux étages s’incurve pour se rattacher aux parties latérales, plus basses. Des colonnes alternent avec des pilastres, créant un mouvement ascensionnel, une longue corniche, soulignée par une frise très décorée, unit tout l’ensemble. De chaque côté de la façade, quatre statues des premiers docteurs de l’Église (Ambroise, Augustin, Jérôme, Grégoire le Grand), œuvres du sculpteur Edmond Prévot, sont installées dans quatre niches restées vides en 1865.
On peut également remarquer de très belles moulures sculptées à même la façade. Au-dessus, dans les médaillons, figurent quatre papes de l’Ordre Dominicain. Le très bon état de conservation du bâtiment permet de saisir pleinement le travail d’orfèvre réalisé par les architectes, mais aussi, d’appréhender le côté rigoureux et discipliné de l’ouvrage.

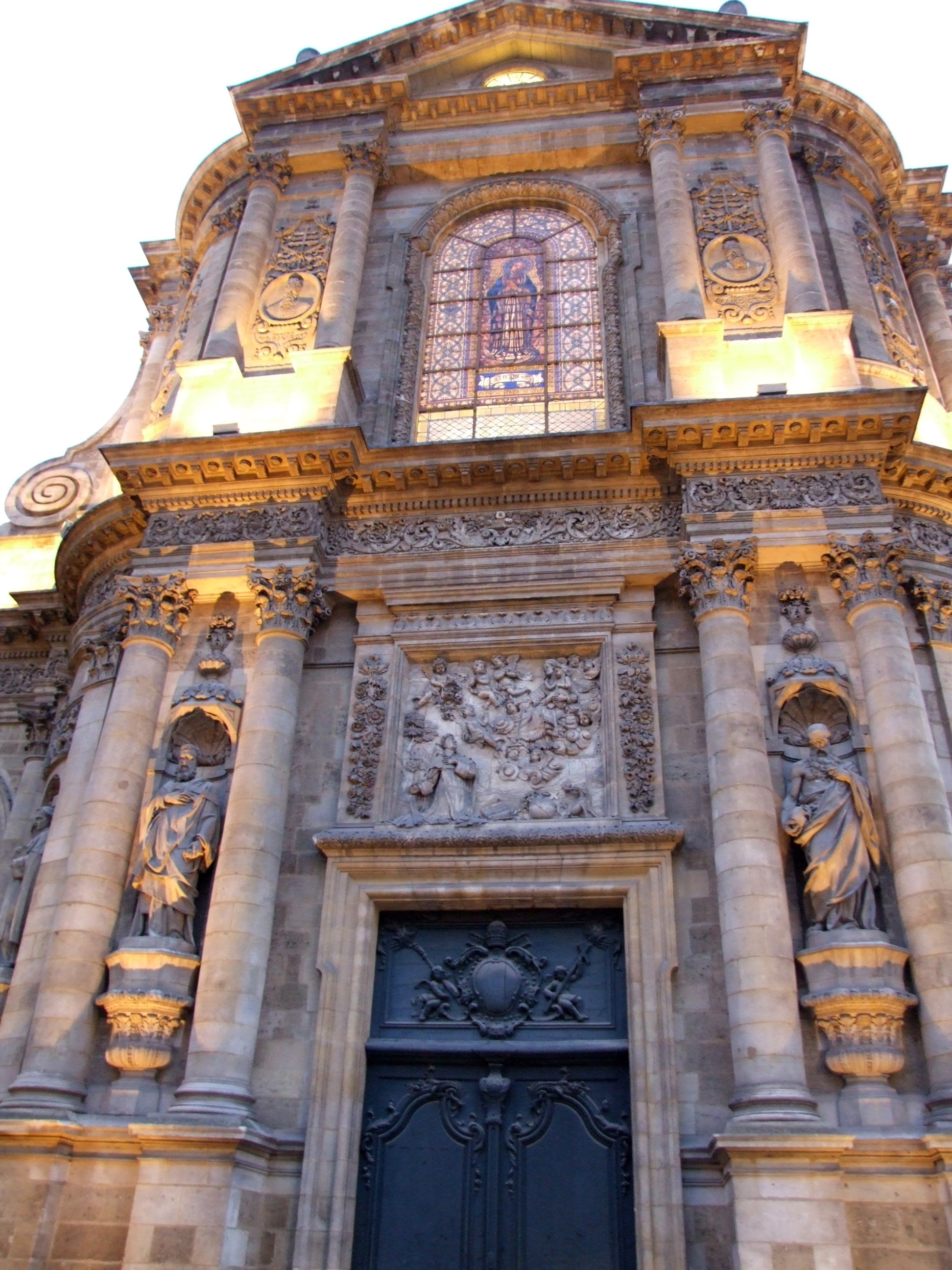
Façade
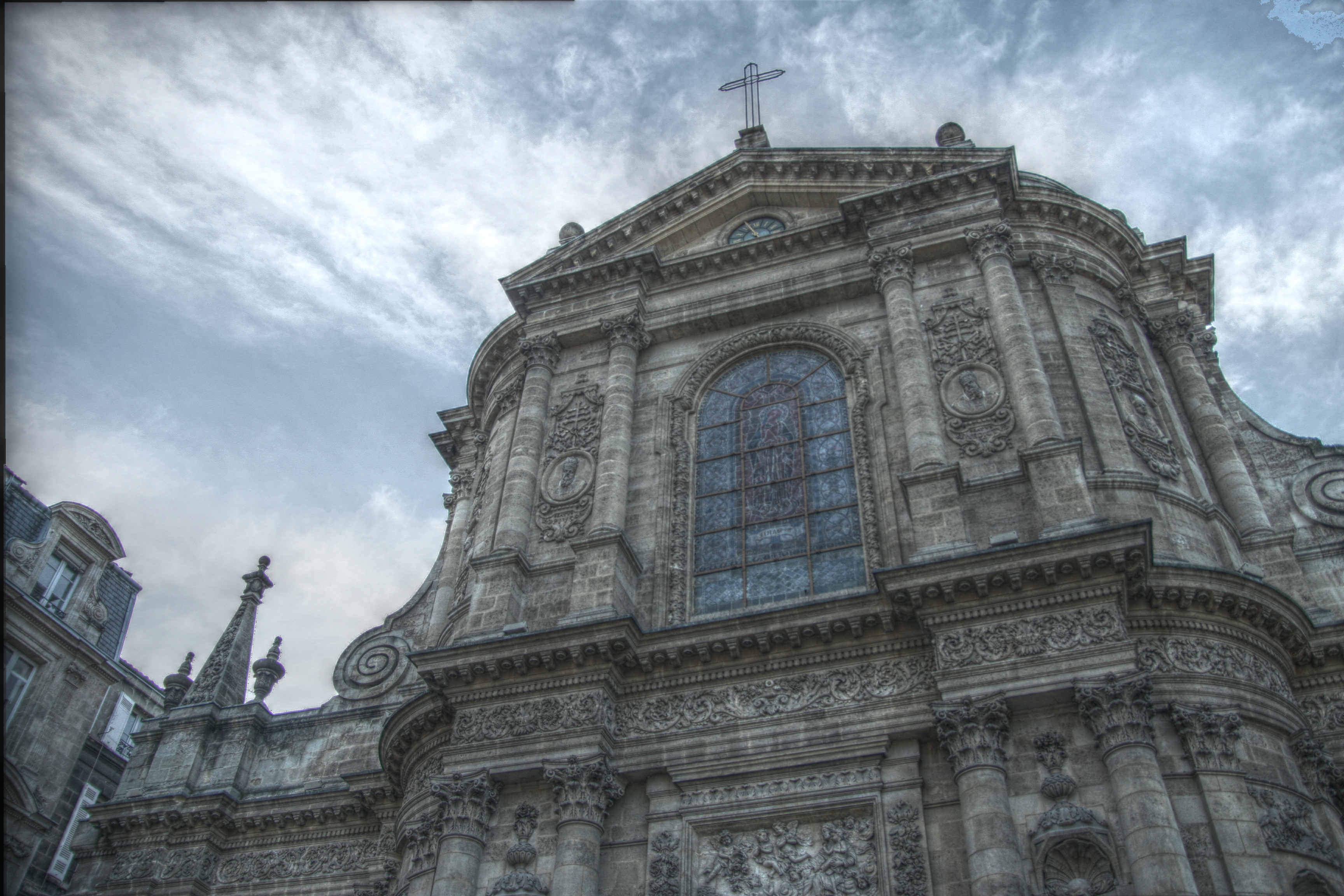
Façade
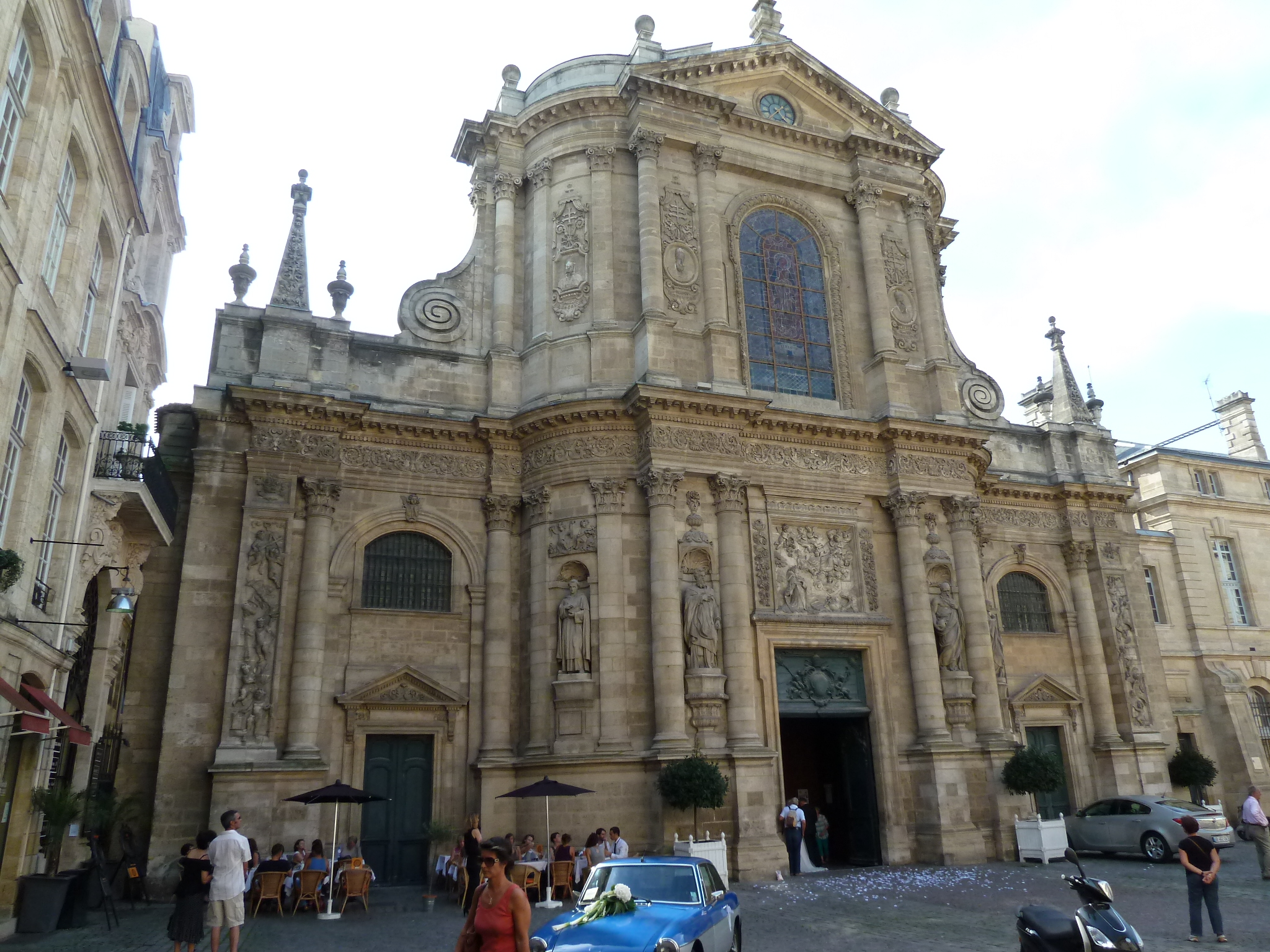
Façade
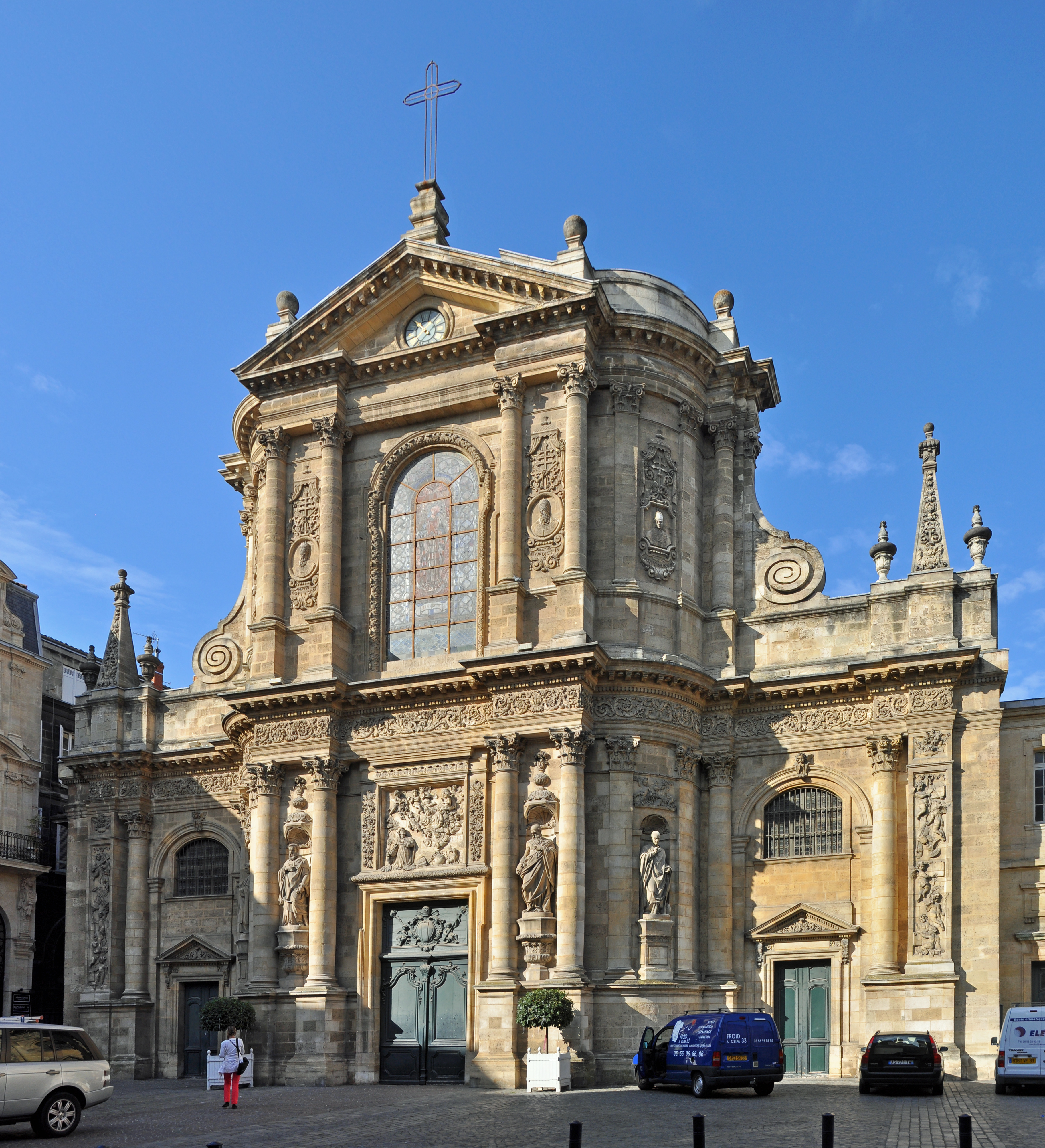
Façade
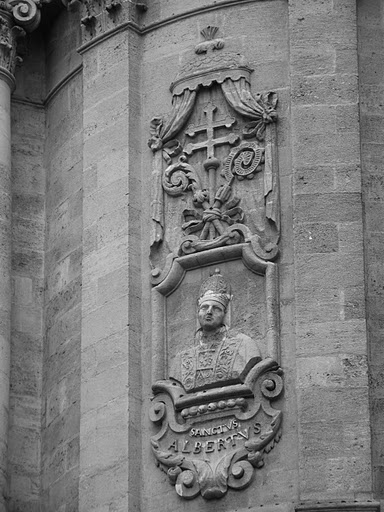
Saint Albert
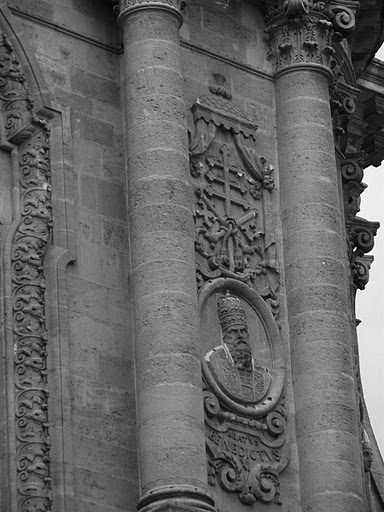
Benoît XI

## Intérieur

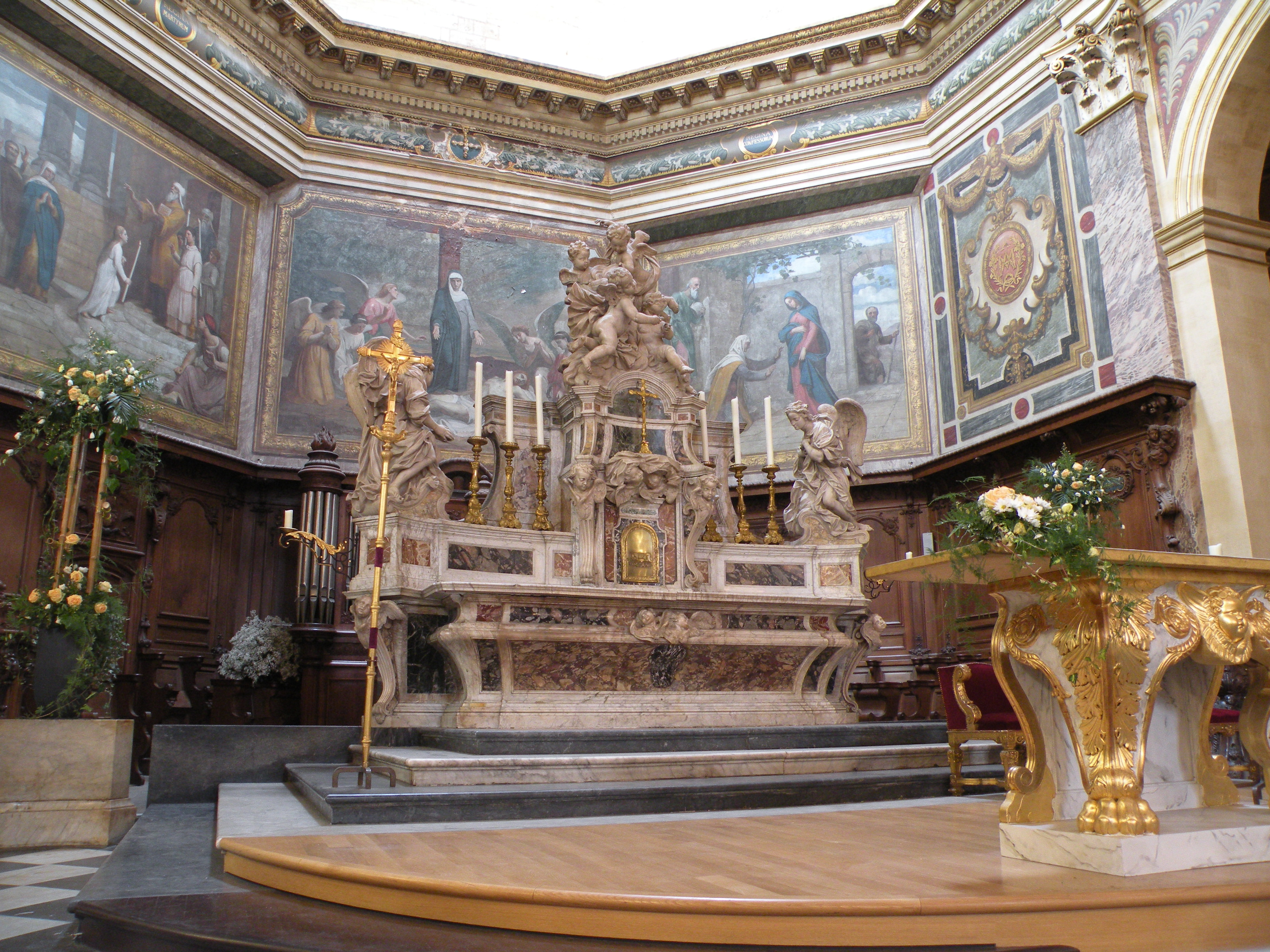
Le chœur de l’église

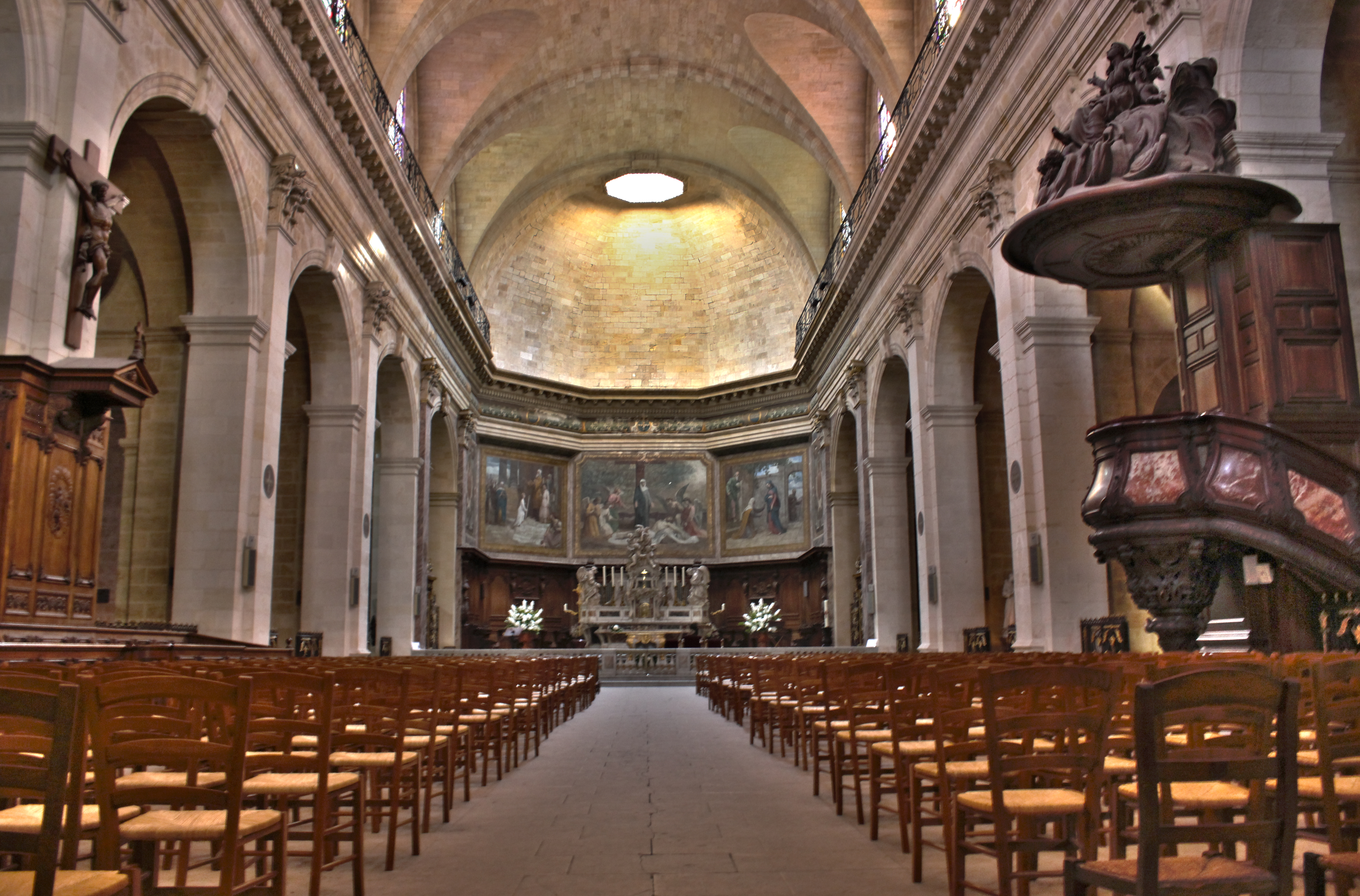
Nef

À l’intérieur de l’église, on pénètre dans une large nef longue de 60 mètres, avec voûte en berceau ornée de fenêtres possédant de très beaux vitraux. Ses sept grandes arcades ovales sont surmontées d'une corniche très saillante qui fait le tour du bâtiment.
Deux larges balcons arrondis, en ferronnerie, surplombent la nef. À cette hauteur, on apprécie particulièrement la vue plongeante sur le chœur et le maître-autel en marbres blanc et colorés, accosté de deux anges et d'un tabernacle, datant de 1751, œuvre du sculpteur avignonnais Jean-Baptiste II Péru (petit-fils de Jean Péru). Autour du chœur, les grilles en fer forgé dédiées aux évangélistes sont du serrurier bordelais Jean Moreau et datent de 1781. Ornées de rubans Louis XV et de médaillons, elles sont couronnées de deux bas-reliefs dorés: L’Ascension du Seigneur et L’Assomption de Marie.
Derrière l’autel, les fresques de l’abside, plus tardives (1834), représentent des scènes de la vie de Notre-Dame (Présentation au Temple, mort de Jésus, Visitation).
On peut aussi voir dans cette église six tableaux du peintre André Jean, en religion dit: le Frère André, datés de 1712, 1714, 1718, 1731, 1732 et 1735.
De chaque côté, la nef est bordée par des bas-côtés sur lesquels s’ouvrent des chapelles peu profondes.
Les deux plus grandes chapelles, à droite et à gauche de l’autel, comportent deux magnifiques retables bien caractéristiques de l’époque.
À gauche, dans la chapelle Notre-Dame du Rosaire, également chapelle du Saint Sacrement, le retable met en valeur une statue de la Vierge à l'Enfant. Mais l’intérêt de la chapelle vient surtout d’une série de tableaux de Frère André:
- Saint Pie V, pape dominicain qui mit en œuvre les réformes du Concile de Trente, représenté en prière pendant la bataille de Lépante, où l’Occident l’emporta sur les Turcs.
- Sainte Rose de Lima, jeune sainte dominicaine du Pérou. La Vierge lui confie son enfant.

En avançant dans le bas côté, vers le fond de l’église, on trouve deux autres tableaux de Frère André: saint Pierre de Vérone, martyr dominicain, et saint Thomas d'Aquin, qui refuse l’épiscopat pour se consacrer à son œuvre doctrinale.
En remontant l’autre bas-côté, à droite de la nef à partir de l’entrée, on remarque d'abord un tableau récent consacré à sainte Thérèse de l’Enfant Jésus, œuvre du peintre M. Roganeau. Puis, de nouveau, un tableau de Frère André représentant sainte Catherine de Sienne, grande figure dominicaine qui exerça une forte influence sur l’Église de son temps. Enfin, dans la chapelle saint Joseph, près du chœur, trois autres tableaux: un très grand représentant l’Annonciation puis saint Raymond de Peñafort, traversant miraculeusement la mer; et saint Hyacinthe, dominicain de Kiev, en Ukraine, qui fuit l’invasion tartare en sauvant le Saint Sacrement et la statue de Notre Dame.

## Orgues
En 1707, un orgue, construit par le facteur anglais Jehan Haon quelques années auparavant pour l’ancienne chapelle des Dominicains, est transféré sur la tribune de la nouvelle chapelle.
En 1785, les Dominicains en commandent un nouveau au facteur allemand Godefroy Schmidt qui construit un instrument possédant 58 jeux (56 aujourd'hui), 4238 tuyaux et 4 claviers et pédalier. Le buffet, œuvre du frère Durel, comporte 7 tourelles au grand corps et 5 tourelles au positif en noyer et chêne.
Il est décoré d’anges musiciens et dominé par les grandes statues de David (musicien du roi Saül) et sainte Cécile (patronne des musiciens) datées de 1785.
L’instrument a été restauré en 1982 par la maison Pesce à la suite de l’effondrement d'une partie des voûtes, mais nécessiterait actuellement une véritable restauration.
Le buffet est classé « Monument historique » depuis le 12 janvier 1971.

## Cour Mably
L’un des deux cloîtres d’origine est la cour Mably. Construit en 1684 sur les plans de l’architecte Michel Duplessy, ce bâtiment est le second couvent des Jacobins. Le premier est détruit en 1678. De 1797 à 1885 il est occupé par la Manutention militaire.
C’est en 1790 que sa notoriété explose avec l’arrivée de la société des amis de la Constitution, formée par les Girondins. Propriété nationale en 1793, la cour Mably est donnée ensuite à la Ville par l’État en 1803. Elle abrita le musée des Antiquités à partir 1887 et la bibliothèque municipale de Bordeaux entre 1891 et 1991.
Aujourd’hui c’est la Chambre régionale de la Cour des comptes qui est installée Cour Mably dans des bâtiments totalement réhabilités depuis septembre 1994.

La cour Mably et sa salle capitulaire accueillent des expositions temporaires (expositions thématiques, peintures, sculptures, photographies, dessins…) et des évènements culturels de toute nature (concerts, conférences, animations artistiques…).

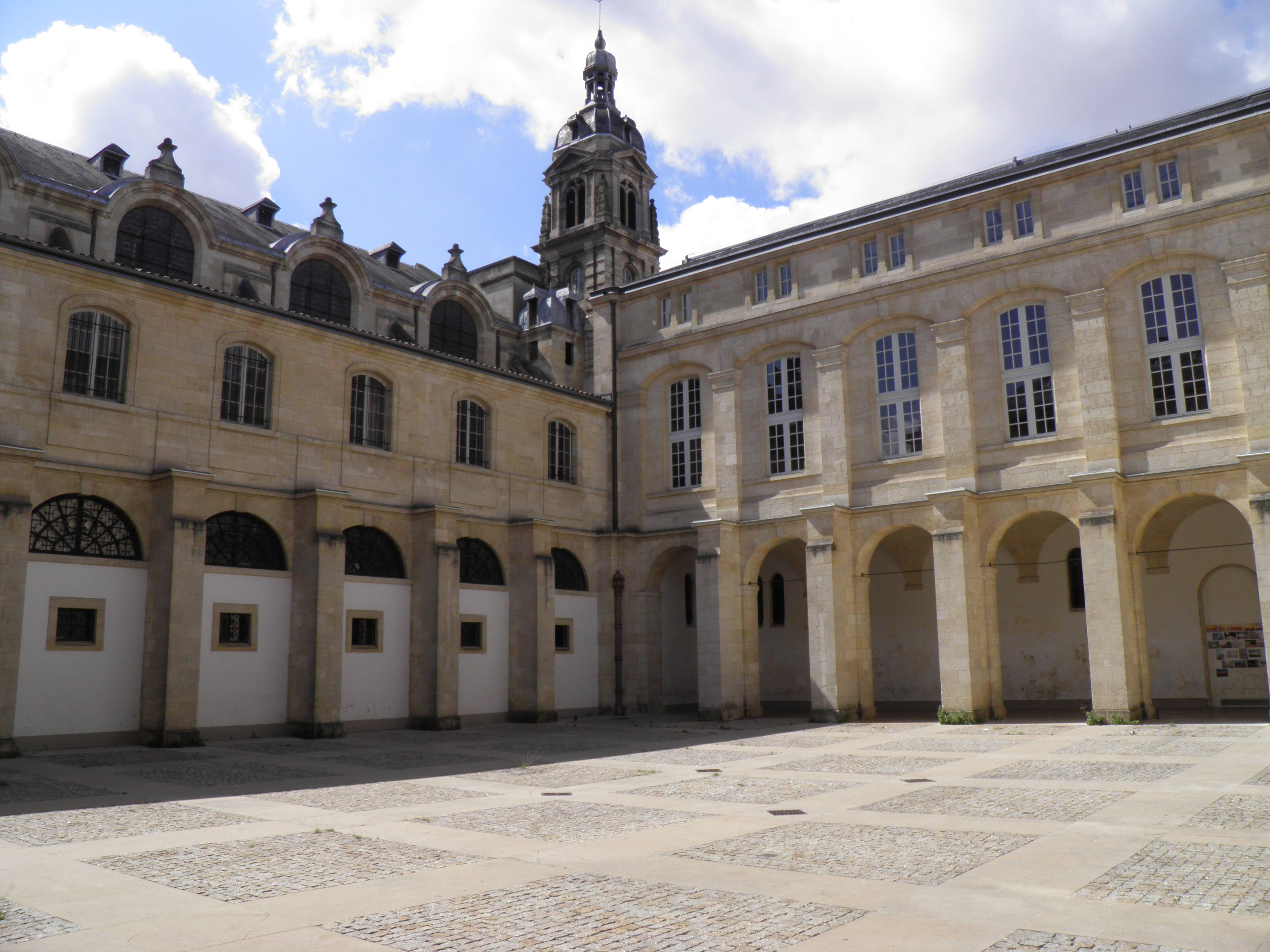
Cour Mably
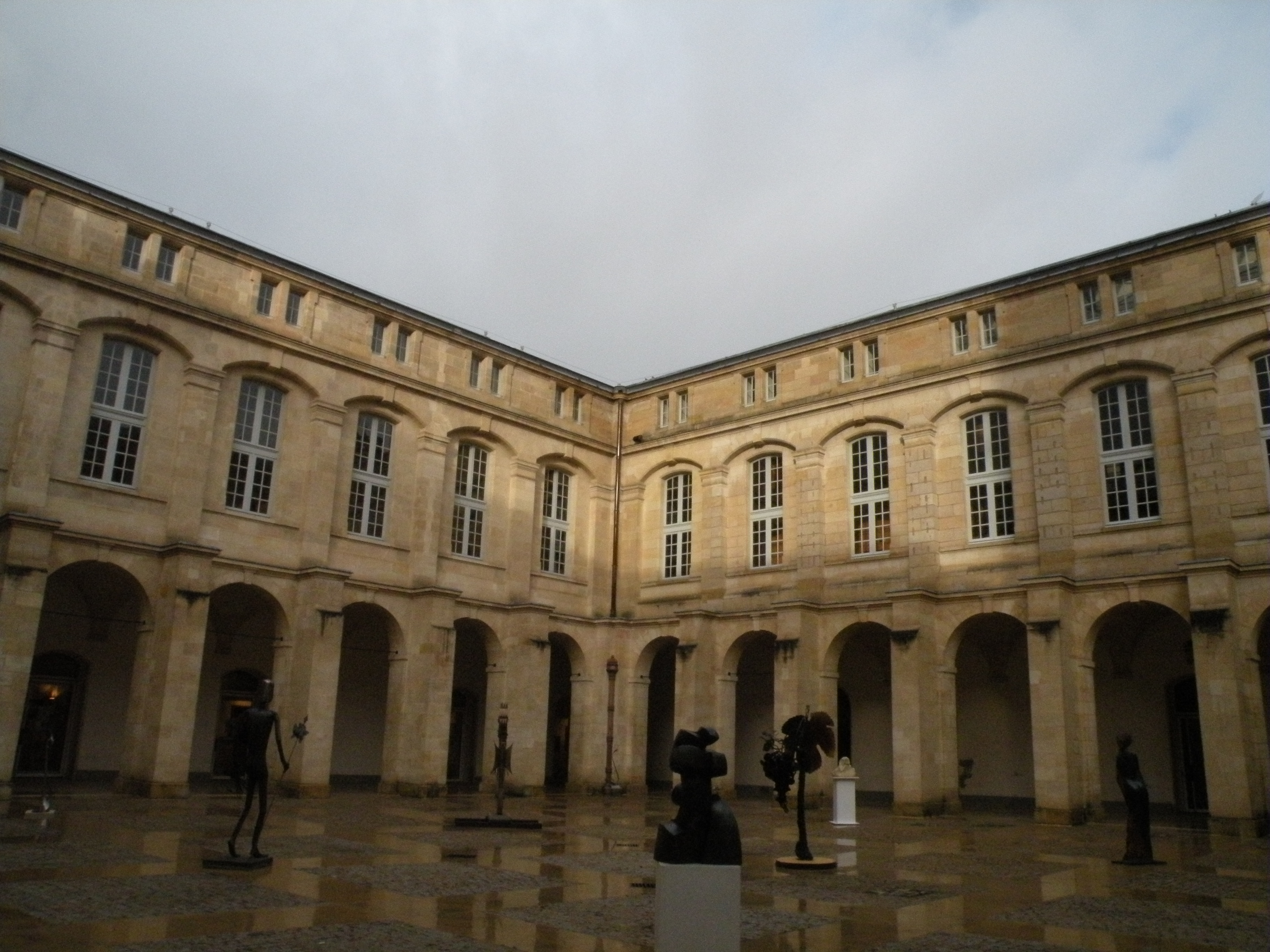
Cour Mably